# 五香
五香（ごこう）は、千葉県松戸市の町丁。ここでは隣接する五香南（ごこうみなみ）、五香西（ごこうにし）及び五香六実（ごこうむつみ）についても述べる。

## 地理および概要
松戸市の東部に広がる。

### 五香
現行行政地名は五香一丁目から五香八丁目。郵便番号は270-2213。
住宅地の地価は、2014年（平成26年）1月1日の公示地価によれば、五香1丁目20番21の地点で11万円/m2となっている。

### 五香南
現行行政地名は五香南一丁目から五香南三丁目。郵便番号は270-2212。
住宅地の地価は、2014年（平成26年）1月1日の公示地価によれば、五香南3丁目14番12の地点で11万3000円/m2となっている。

### 五香西
現行行政地名は五香西一丁目から五香西六丁目。郵便番号は270-2218。
住宅地の地価は、2014年（平成26年）1月1日の公示地価によれば、五香西2丁目30番23の地点で10万6000円/m2となっている。

### 五香六実
現在はほぼ全域が陸上自衛隊松戸駐屯地の敷地内である。郵便番号は270-2211。

## 歴史

### 地名の由来
明治新政府の手により、小金牧（千葉県北西部）および佐倉牧（同県北部）の開墾が行われ、開墾地には開墾順序に合わせて地名が付与された。初富（鎌ケ谷市）、二和、三咲（以上船橋市）、豊四季（柏市）、五香、六実（以上松戸市）、七栄（富里市）、八街（八街市）、九美上（香取市）、十倉（富里市）、十余一（白井市）、十余二（柏市）、十余三（成田市・多古町）の順に地名がつけられた。
五香と六実は隣接し、入植時期も明治3年1月と同じであったため、間もなく合併した。そのため、各入植地に一社ずつ建てられた鎮守社も、五香六実では高龗（たかお）神社一社である。同社は開墾支援のための香実会所内に明治4年鎮座とあり、同年までに合併し五香六実となっていた事が判る。

## 世帯数と人口
2017年（平成29年）11月1日現在の世帯数と人口は以下の通りである。五香六実については2020年（令和2年）8月31日現在。

### 五香
| 丁目       | 世帯数    | 人口     |
| ---------- | --------- | -------- |
| 五香一丁目 | 741世帯   | 1,578人  |
| 五香二丁目 | 848世帯   | 2,023人  |
| 五香三丁目 | 509世帯   | 1,220人  |
| 五香四丁目 | 1,009世帯 | 2,474人  |
| 五香五丁目 | 232世帯   | 507人    |
| 五香六丁目 | 510世帯   | 1,078人  |
| 五香七丁目 | 938世帯   | 2,102人  |
| 五香八丁目 | 399世帯   | 920人    |
| 計         | 5,186世帯 | 11,902人 |

### 五香南
| 丁目         | 世帯数    | 人口    |
| ------------ | --------- | ------- |
| 五香南一丁目 | 468世帯   | 922人   |
| 五香南二丁目 | 1,005世帯 | 2,066人 |
| 五香南三丁目 | 591世帯   | 1,173人 |
| 計           | 2,064世帯 | 4,161人 |

### 五香西
| 丁目         | 世帯数    | 人口    |
| ------------ | --------- | ------- |
| 五香西一丁目 | 787世帯   | 1,582人 |
| 五香西二丁目 | 1,128世帯 | 2,571人 |
| 五香西三丁目 | 730世帯   | 1,988人 |
| 五香西四丁目 | 288世帯   | 732人   |
| 五香西五丁目 | 170世帯   | 360人   |
| 五香西六丁目 | 108世帯   | 316人   |
| 計           | 3,211世帯 | 7,549人 |

### 五香六実
| 大字     | 世帯数  | 人口  |
| -------- | ------- | ----- |
| 五香六実 | 287世帯 | 360人 |
| 計       | 287世帯 | 360人 |

## 小・中学校の学区
市立小・中学校に通う場合、学区は以下の通りとなる。

### 五香
| 丁目       | 番地                                       | 小学校                   | 中学校             |
| ---------- | ------------------------------------------ | ------------------------ | ------------------ |
| 五香一丁目 | 1番地 4番地の17～19 37番地の1～6           | 松戸市立金ケ作小学校     | 松戸市立第四中学校 |
| 五香一丁目 | その他                                     | 松戸市立松飛台第二小学校 | 松戸市立第四中学校 |
| 五香二丁目 | 全域                                       | 松戸市立高木第二小学校   | 松戸市立第四中学校 |
| 五香三丁目 | 全域                                       | 松戸市立高木第二小学校   | 松戸市立第四中学校 |
| 五香四丁目 | 全域                                       | 松戸市立高木第二小学校   | 松戸市立第四中学校 |
| 五香五丁目 | 全域                                       | 松戸市立高木第二小学校   | 松戸市立第四中学校 |
| 五香六丁目 | 全域                                       | 松戸市立金ケ作小学校     | 松戸市立第四中学校 |
| 五香七丁目 | 1～4番地 12～17番地 25～37番地 42番地      | 松戸市立金ケ作小学校     | 松戸市立第四中学校 |
| 五香七丁目 | 5～11番地 18～24番地 38～41番地 43～67番地 | 松戸市立高木第二小学校   | 松戸市立第四中学校 |
| 五香八丁目 | 全域                                       | 松戸市立高木第二小学校   | 松戸市立第四中学校 |

### 五香南
| 丁目         | 番地       | 小学校                   | 中学校             |
| ------------ | ---------- | ------------------------ | ------------------ |
| 五香南一丁目 | 27～30番地 | 松戸市立松飛台第二小学校 | 松戸市立第四中学校 |
| 五香南一丁目 | 1～25番地  | 松戸市立高木第二小学校   | 松戸市立第四中学校 |
| 五香南二丁目 | 全域       | 松戸市立高木第二小学校   | 松戸市立第四中学校 |
| 五香南三丁目 | 全域       | 松戸市立高木第二小学校   | 松戸市立第四中学校 |

### 五香西
| 丁目         | 番地                                                                             | 小学校                   | 中学校               |
| ------------ | -------------------------------------------------------------------------------- | ------------------------ | -------------------- |
| 五香西一丁目 | 全域                                                                             | 松戸市立松飛台第二小学校 | 松戸市立第四中学校   |
| 五香西二丁目 | 1～3番地 5～38番地 39番地の1～9 40番地 41番地の1～15 50番地の1～8 50番地の25～29 | 松戸市立松飛台小学校     | 松戸市立第四中学校   |
| 五香西二丁目 | 39番地の10 41番地の16～31 43～49番地 50番地の9～24 51～66番地                    | 松戸市立松飛台小学校     | 松戸市立牧野原中学校 |
| 五香西三丁目 | 1～3番地 5番地 9～14番地 21～35番地                                              | 松戸市立松飛台小学校     | 松戸市立牧野原中学校 |
| 五香西三丁目 | 6～8番地、15～20番地                                                             | 松戸市立牧野原小学校     | 松戸市立牧野原中学校 |
| 五香西四丁目 | 31番地の2～4 33番地の3～5 34～39番地 48番地                                      | 松戸市立牧野原小学校     | 松戸市立牧野原中学校 |
| 五香西四丁目 | 1～30番地 31番地の1 32番地 33番地の1〜2 40～47番地 49～50番地                    | 松戸市立松飛台小学校     | 松戸市立牧野原中学校 |
| 五香西四丁目 | 48番地                                                                           | 松戸市立河原塚小学校     | 松戸市立牧野原中学校 |
| 五香西五丁目 | 39～41番地 43～47番地                                                            | 松戸市立河原塚小学校     | 松戸市立牧野原中学校 |
| 五香西五丁目 | 1～38番地 42番地                                                                 | 松戸市立牧野原小学校     | 松戸市立牧野原中学校 |
| 五香西六丁目 | 全域                                                                             | 松戸市立牧野原小学校     | 松戸市立牧野原中学校 |

### 五香六実
| 大字     | 番地                                                                                 | 小学校                   | 中学校               |
| -------- | ------------------------------------------------------------------------------------ | ------------------------ | -------------------- |
| 五香六実 | 249番地の11 270番地 270番地の109 612番地の2                                          | 松戸市立高木第二小学校   | 松戸市立第四中学校   |
| 五香六実 | 17番地                                                                               | 松戸市立松飛台第二小学校 |                      |
| 五香六実 | 7番地の1 7番地の48 7番地の146 7番地の147 7番地の149 7番地の150 7番地の176 7番地の189 |                          | 松戸市立牧野原中学校 |

## 交通

### 鉄道
町内を京成電鉄松戸線が通っている。最寄駅は五香駅または元山駅のどちらかである。

### バス路線
五香駅#バス路線を参照。

### 道路
千葉県道57号千葉鎌ケ谷松戸線と千葉県道281号松戸鎌ケ谷線が五香十字路で交わっている。

## 施設

### 五香
- 松戸市立高木第二小学校
- 北丘幼稚園
- 高木幼稚園
- 五香病院
- 野馬除土手

### 五香南
- 京成松戸線元山駅
- 松戸元山郵便局

### 五香西
- 松戸市五香消防署
- 千葉県立松戸国際高校
- 松戸市立第四中学校
- 松戸市立牧野原中学校
- 松戸市立松飛台小学校
- あさひ幼稚園
- 五香公園
- 松戸牧の原病院

### 五香六実
- 陸上自衛隊松戸駐屯地